# Preux-au-Bois
Preux-au-Bois é uma comuna francesa na região administrativa de Altos da França, no departamento do Norte. Estende-se por uma área de 3.99 km². Em 2010 a comuna tinha 850 habitantes (densidade: 213 hab./km²).